# 贵概镇区
贵概镇区是缅甸掸邦贵概县下辖的一个镇区，治所位于贵概。